# Nikolaj Podgorny

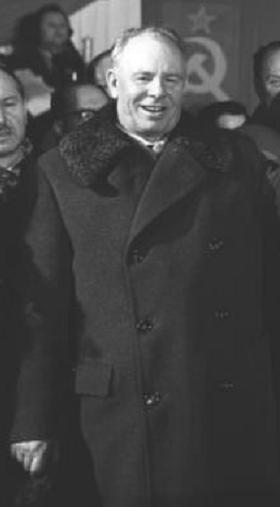
Nikolaj Podgorny (1963)

Nikolaj Viktorovitsj Podgorny (Russisch: Николай Викторович Подгорный) (Karlovka, Oekraïne, 18 februari 1903 – Moskou, 11 januari 1983) was een Sovjet-Russisch politicus.

## Leven en carrière
Podgorny behaalde in de jaren twintig aan het Technisch Instituut van Oekraïne te Kiev de ingenieurstitel. In 1930 werd hij lid van de Communistische Partij. In de jaren veertig was Podgorny eerst plaatsvervangend volkscommissaris voor levensmiddelen in Oekraïne, onder Nikita Chroesjtsjov, later was hij dat voor de hele Sovjet-Unie. 
Na het vertrek van Chroesjtsjov uit Oekraïne in 1950 steeg Podgorny snel in de Oekraïense partijhiërarchie en van 1956 tot 1963 was hij partijchef (secretaris) van de Oekraïense sovjetrepubliek. Podgorny kreeg in deze periode meermaals stevige kritiek te verduren van Chroesjtsjov, onder meer met betrekking tot misoogsten eind jaren vijftig. Landelijk ondersteunde hij Chroesjtsjov echter in zijn destalinisatie-politiek en was hij als voorzitter van een “revisie-commissie” mede verantwoordelijk voor het terugtreden van Molotov, Kaganovitsj en Malenkov.
Na de val van Chroesjtsjov in 1962-1963 en de steun die Podgorny daarbij verleende aan Leonid Brezjnev, trad Podgorny toe tot de landelijke regeringselite. Van 1965 tot 1977 was hij voorzitter van het presidium van de Opperste Sovjet, als opvolger van Anastas Mikojan. Van 1966 tot 1977 was hij tevens volledig lid van het Politbureau. Met dit alles werd hij een van de belangrijkste functionarissen van het land. Eind jaren zestig werd Podgorny met Brezjnev en  Kosygin gerekend tot de leidende Trojka van de Sovjet-Unie. Podgorny stond daarbij bekend als hervormingsgezind (hij pleitte bijvoorbeeld voor meer ruimte voor het geloof). In de jaren zeventig zou hij in rangorde echter voorbij worden gestreefd door de conservatieve partijideoloog Michail Soeslov, met wie hij binnenskamers regelmatig in de clinch lag. De strijd met Soeslov draaide ook uit op een intern conflict met Brezjnev, wat uiteindelijk leidde tot zijn terugtreden uit al zijn belangrijke posities in 1977.
Podgorny droeg de titel Held van de Sovjet-Unie en kreeg zeven keer de Leninorde. Hij overleed in 1983 aan kanker.